# Leis Gerais do Reino
Embora sobre assuntos variados, neste conjunto de leis, criadas nas cortes de Coimbra de 1211, pode encontrar-se uma certa unidade inserindo-se em três temas: defesa dos bens e dignidade da coroa, igualdade e respeito pelas normas jurídicas.
Neste conjunto de leis, resultado de uma concepção política definida, encontra-se a estrutura de uma Nação que conteça a organizar-se.
As Ordenações de D. Duarte começam por estas mesmas leis. Nos Foros de Santarém encontram-se também algumas das leis de 1211.